# Santanachelys gaffneyi
Santanachelys gaffneyi (лат.) — вид вымерших черепах из вымершего семейства протостегиды. Единственный известный науке вид рода Santanachelys. Жил в меловом периоде (122,46—112,03 млн лет назад). Его типовой образец — THUg1386, скелет. Он найден на территории бразильского муниципалитета Сантана-ду-Карири, в аптских лагунных неглубоких сублиторальных сланцах формации Romualdo Formation. Это были всеядные морские черепахи.

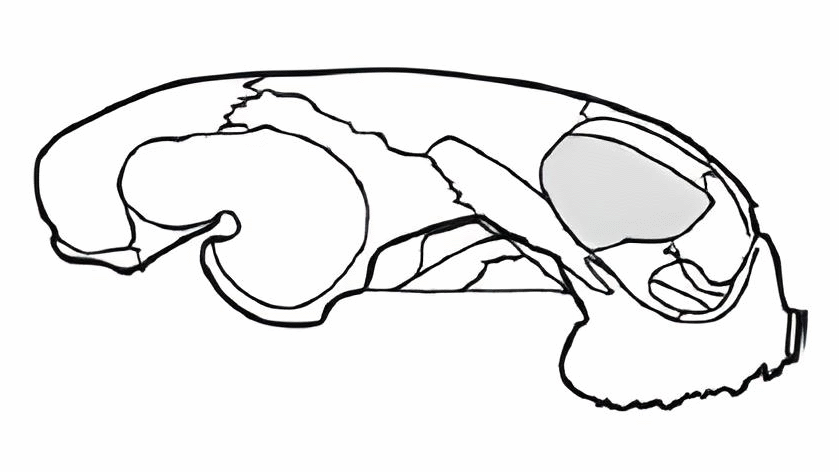
Рисунок черепа